# 畠山長経
畠山 長経（はたけやま ながつね）は、戦国時代の武将、守護大名。河内国守護。政長流畠山氏（尾州家）当主。畠山尚順の子で、稙長の弟。官位は左京大夫。畠山義深の次男・石垣満国の末裔である石垣氏を継承したとされる。

## 生涯
「両畠山系図」によると尚順の次男であり、当初は宮原長経を称して、石垣政氏（同系図によると尚順三男）を石垣城で殺害した後、石垣氏を名乗ったとされる。
天文3年（1534年）8月16日、兄・稙長に代わり、遊佐長教に擁立されて政長流畠山氏の家督を継ぐ。これは細川高国残党の細川晴国や本願寺と連携して細川晴元に対抗し続ける稙長が、晴元との妥協を模索する守護代の遊佐長教と対立したためと考えられる。長経の擁立には、細川晴元の被官で義就流畠山氏（総州家）の実権を握る木沢長政も関わったという。
天文5年（1536年）5月には、長経と同じ稙長の弟の晴熙が当主として高屋城に入っており（『天文日記』）、この時点で長経は失脚していた。
長経が当主になった後、天文4年（1535年）4月に高屋衆が本願寺への敵対行動を起こしているが、それまで高屋城に動きがない。弓倉弘年はその理由を、木沢長政との和睦を進めようとする遊佐長教とそれに反対する政長流畠山氏の内衆の間で対立があったこととし、長経は反対派に付いたため、天文4年（1535年）4月以前に失脚したと推測している。
また、長経は家臣により殺害されたとされるが、これは『足利季世記』や『続応仁後記』、『系図纂要』本「畠山系図」などの信憑性の落ちる史料にしか見えず、確証はない。
天文7年（1538年）、晴熙に代わって、畠山晴満（弥九郎）が政長流畠山氏の当主となる。晴満は義就流の畠山在氏と共に河内半国守護となり、遊佐長教・木沢長政がそれぞれの守護代として実権を握った。その後、天文11年（1542年）、稙長が再び当主の座に就いた。